# Municipio de Mönsterås
El municipio de Mönsterås (en sueco: Mönsterås kommun) es un municipio en la provincia de Kalmar, al sur de Suecia. Su sede se encuentra en la ciudad de Mönsterås. El municipio actual se formó en 1971, cuando la ciudad de mercado (köping) de Mönsterås se convirtió en municipio de tipo unitario y se fusionó con Fliseryd y Ålem en 1974.

## Geografía
La línea costera del municipio está representada por un archipiélago con unas 300 islas e islotes, de las cuales dos son reservas naturales. La geografía del resto está, en algunas partes, cubierta de bosques, como lo es generalmente la provincia de Småland. También hay algunas zonas agrícolas cercanas al mar. Hay dos ríos que fluyen a través del municipio hacia el mar: Emån y Alsterån, que designan la vida silvestre y la geografía.

## Localidades
Hay 5 áreas urbanas (tätort) en el municipio:
| # | Tätort       | Población |
| - | ------------ | --------- |
| 1 | Mönsterås    | 4,783     |
| 2 | Blomstermåla | 1,599     |
| 3 | Timmernabben | 1,425     |
| 4 | Ålem         | 1015      |
| 5 | Fliseryd     | 762       |